# いい気なもんだぜ
『いい気なもんだぜ』（いいきなもんだぜ）は、あべこうじによる日本の漫画作品。『月刊イケイケ課長』（日本文華社→ぶんか社）、『まんがシャレダ!!』（同）1991年2号から1994年10月号まで、『みこすり半劇場』（同）1992年4月23日号から2001年9月27日号まで連載されていた4コマ漫画作品である。単行本はぶんか社より全4巻刊行。

## 概要
性的奔放で好色な一家「寺田家」の赤裸々な日々を描いた、アブノーマルで何でもありのインモラル・ホームコメディー。
最初は「まんがシャレダ!!」で連載を開始。その後「月刊イケイケ課長」、「みこすり半劇場」にて並行して連載。
また、あべは同時期の競合誌である「まんがシャワー」（一水社）で「ナニ考えてんだ」という４コマ漫画を掲載しており、本作と同じキャラクターが登場するが名前が全く異なっている。

## 登場人物
寺田パパ男
れい子の父親。あの手この手でれい子と肉体関係（いわゆる近親相姦）に持っていこうとする（れい子が見た夢だけで、リアルでは結局、実現しなかった）。不倫の常習でもある。
初体験は16歳の時に久美子と言う未亡人から手解きを受けていた。
「まんがシャレダ」での初回では容姿が全く異なっていた。
ママ
本名不明。パパを心底愛しており、パパとれい子の肉体関係を阻止したりもする。またパパとのセックスには物足りない為か、れい子のクラスメイトと肉体関係に持っていこうとしたり、強姦魔に襲われるどころか逆強姦する程の性豪でもある。また連載中期よりれい子との近親相姦なレズプレイが描かれるようになる。
寺田れい子
パパとママの愛娘で女子高生。クラスメートの男子の間ではオナペットにされるほどに人気がある。近親相姦の肉体関係に持っていこうとするパパの行動に手を焼いている。ママや担任の平田先生、ペロ子やリサとのレズプレイも日常茶飯事。またMっ気もあり、それを見抜いた行きつけの産婦人科の先生（女性）や後輩のリサ、担任の平田先生のSっ気を覚醒させる結果となり弄ばれている。れい子の肉体を狙うパパのせいで彼氏も出来ず欲求不満であるため、ほぼ毎日、自慰行為に耽っている。最終回では電車内で男性を弄び逆痴漢を働く痴女と化していた。「まんがシャレダ」での初回のみ、名前も性格も全く異なっていた。また「ナニ考えてんだ」では名前が「マミ子」となっており、「近親相姦の関係に持って行こうとするパパに手を焼く」と言う設定も同じ。ちなみにれい子の制服は最終回まで一貫してセーラー服であったが、ある回だけブレザーだった事がある。
平田先生
れい子の担任で女教師。男子生徒と片っ端から性行為に耽っていたが、レズビアンの女生徒に言い寄られて肉体関係を持った事がきっかけでバイセクシャルに目覚める。れい子とも肉体関係、それもSMプレイに興ずるほどの深い関係を持っている。
ペロ子
れい子のクラスメイトで売春や援助交際が生きがいのおバカキャラの女子高生。バイセクシャルでれい子とはレズビアンの関係でもあり、愛用のペニスバンドでれい子をイカせている。リサの登場と同時に一切登場しなくなった。クキ男と言う弟がいる。
リサ
れい子の後輩。売春や援助交際が生きがいのコギャルでれい子とはレズの関係でもあり、れい子のパパやママとも肉体関係を持った事もある。自室に三角木馬があるほどにSMにも興味があり、れい子を性奴隷として調教するのが夢らしい。
トモ
れい子のいとこで男子小学生。お年頃かつ血筋ゆえに性に興味があり、れい子に性的関係を迫るほどのマセガキであるが子供らしい一面を見せる事もある。連載末期ではホスト風の格好をしている。ゲイにも興味がある模様。
カール
寺田家で飼われている愛犬。バター犬としてれい子やママの性的欲求を満たすが、バイブレーターで自慰をしようとするとそのバイブレーターを噛み砕いて壊すほどのやきもち焼きでもある。

## 書誌情報
- あべこうじ『いい気なもんだぜ』ぶんか社〈Bunka comicsデラックス〉、全4巻
  1. 1993年6月初版発行[3]、ISBN 4-8211-9379-5
  2. 1993年7月初版発行[4]、ISBN 4-8211-9383-3
  3. 1993年10月初版発行[5]、ISBN 4-8211-9387-6
  4. 1994年9月初版発行[6]、ISBN 4-8211-9417-1

1994年から2001年までの「みこすり半劇場」掲載分は単行本未収録。
また、本作の一部が「岩谷テンホーのみこすり半劇場 永Q保存版 1992-2009」(2009年9月10日号 No.17)に収録されている。